# Psephellus amblyolepis
Psephellus amblyolepis là một loài thực vật có hoa trong họ Cúc. Loài này được (Ledeb.) Wagenitz mô tả khoa học đầu tiên năm 2000.